# Finger (Einheit)

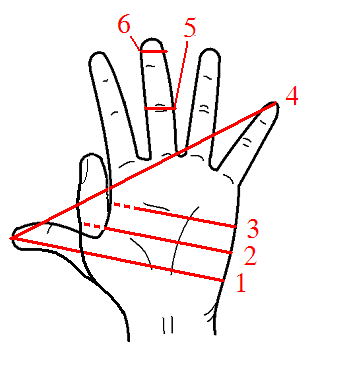
Von der Hand abgeleitete Längenmaße:
5, 6 = Fingerbreit
2, 3 = Handbreit, Faust
1, 4 = Handspanne
Weitere: Faust

Die Maßeinheit Finger oder auch der Fingerbreit (die Fingerbreite) ist zusammen mit dem Fuß und der Elle eines der wenigen Längenmaße, die in die  vorgeschichtliche Zeit zurückgehen. Ein Fingerbreit entspricht etwa 2 cm, Daumenbreit etwa 2½ cm.

## Antike Maßeinheit
Die ältesten Belege für den Finger als Längenmaß stammen aus der Zeit vor etwa 5000 Jahren aus dem Zweistromland bzw. dem alten Ägypten, wo es Ubanu bzw. Djeba genannt wurde. Die Maßeinheit Fuß wurde in der Antike üblicherweise in sechzehn Fingerbreit geteilt. Da das Fußmaß in der Regel etwa 30 Zentimeter beträgt, misst der Fingerbreit – je nach gültiger Fußdefinition – etwa 18 bis 19 Millimeter.
Auch die alten Griechen und Römer benutzten zur Längenmessung die Breite des daktylos bzw. des digitus als kleinste Haupteinheit von etwa 1,85 cm. Darunter gab es zum Beispiel noch einen halben Fingerbreit oder ein Drittel Fingerbreit. 18 Fingerbreit ergeben eine Pygme.
Die Fingerbreite als Maß wird auch in der Bibel erwähnt; ihre Länge soll nach J. M. Dold 0,63 Schweizer Zoll betragen haben. Als Römisches Maß wurde sie als Digitus transversus bezeichnet und hatte eine Länge von 0,61 Schweizer Zoll.

## Angloamerikanisch
Finger oder Digit ist eines der Maße des angloamerikanischen Maßsystems:
- 1 Digit = ¾ Inch = 19,05 mm (exakt. nach Definition 1 Inch = 25,4 mm, 1956): als solches nurmehr in den USA (wenig häufig)  gebräuchlich.

## Weitere heutige Verwendung
Heute noch wird das Maß in der Medizin häufig verwendet und mit QF (Querfinger) abgekürzt. Dabei bleibt (besonders in der Kinderheilkunde) oft unklar, ob die Patientenfingerbreite oder aber die Arztfingerbreite gemeint ist. Das Duodenum heißt so, weil es eine Länge von zwölf Fingerbreiten hat (Zwölffingerdarm); hier sind immer die Finger des Untersuchten und nicht des Untersuchers maßgeblich.
Die Füllstandshöhe besonders von alkoholischen Getränken in den einzelnen Trinkgläsern wird mitunter auch heute noch in Fingerbreiten angegeben (die normgerechte Befüllung gibt der Füllstrich beim Ausschankmaß).

## Fingerbreit zur Winkelschätzung

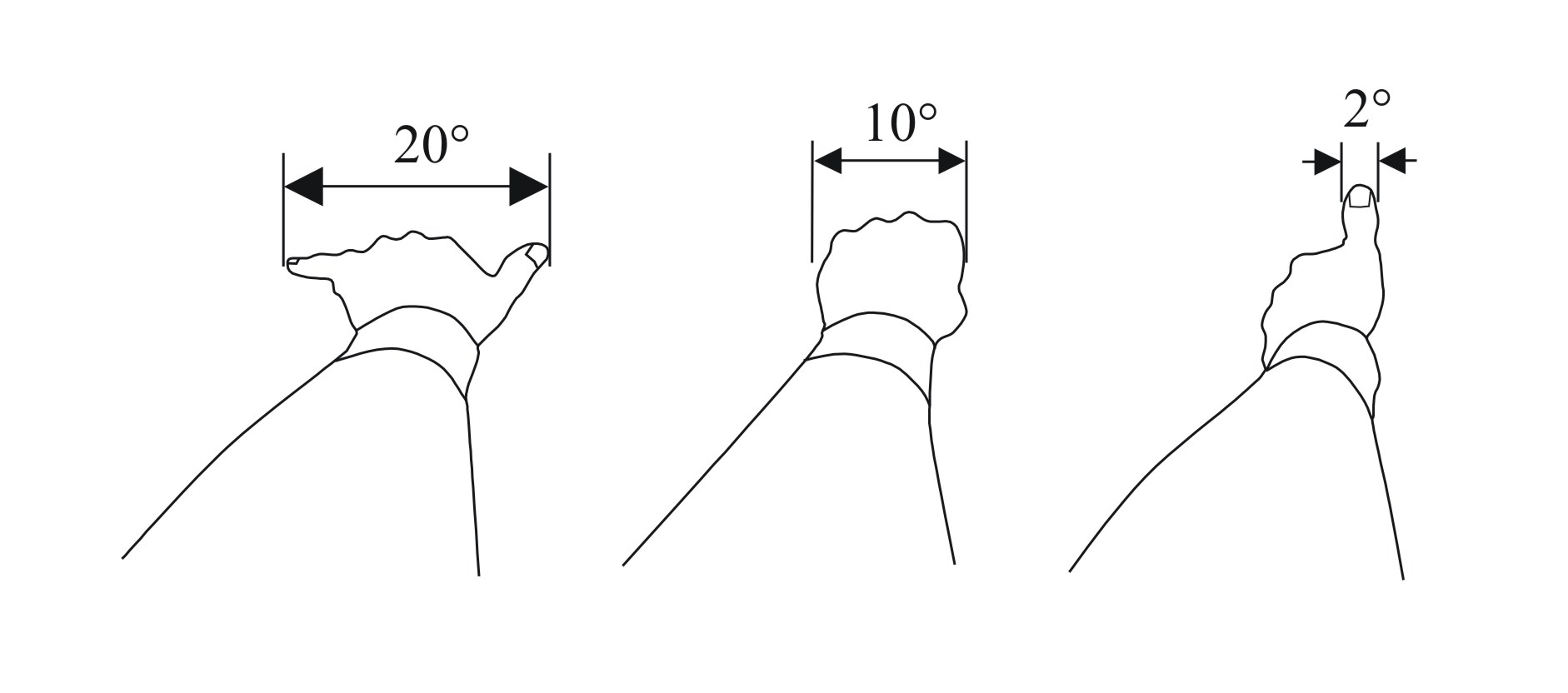
Schätzung von Winkeln über den ausgestreckten Arm: Spanne, Faust, Finger

In der freiäugigen Astronomie dient die Fingerbreite als genähertes Maß für kleine Winkel. Bei ausgestrecktem Arm misst sie etwa 1,5 Grad (3 Monddurchmesser). Die Daumenbreite gibt etwa 2 Grad. Mit drei Fingern (bei schmalen Händen knapp vier) kann man also einen Winkel von 5° gut abschätzen (5° lassen sich auch mit der Faust abschätzen)
Beispielsweise liegt der Orionnebel 5° unter dem Oriongürtel, der recht auffälligen Reihe aus drei hellen Sternen. Mit 3 Fingerbreit findet man das kleine Wölkchen in wenigen Sekunden.